# 안그라파강

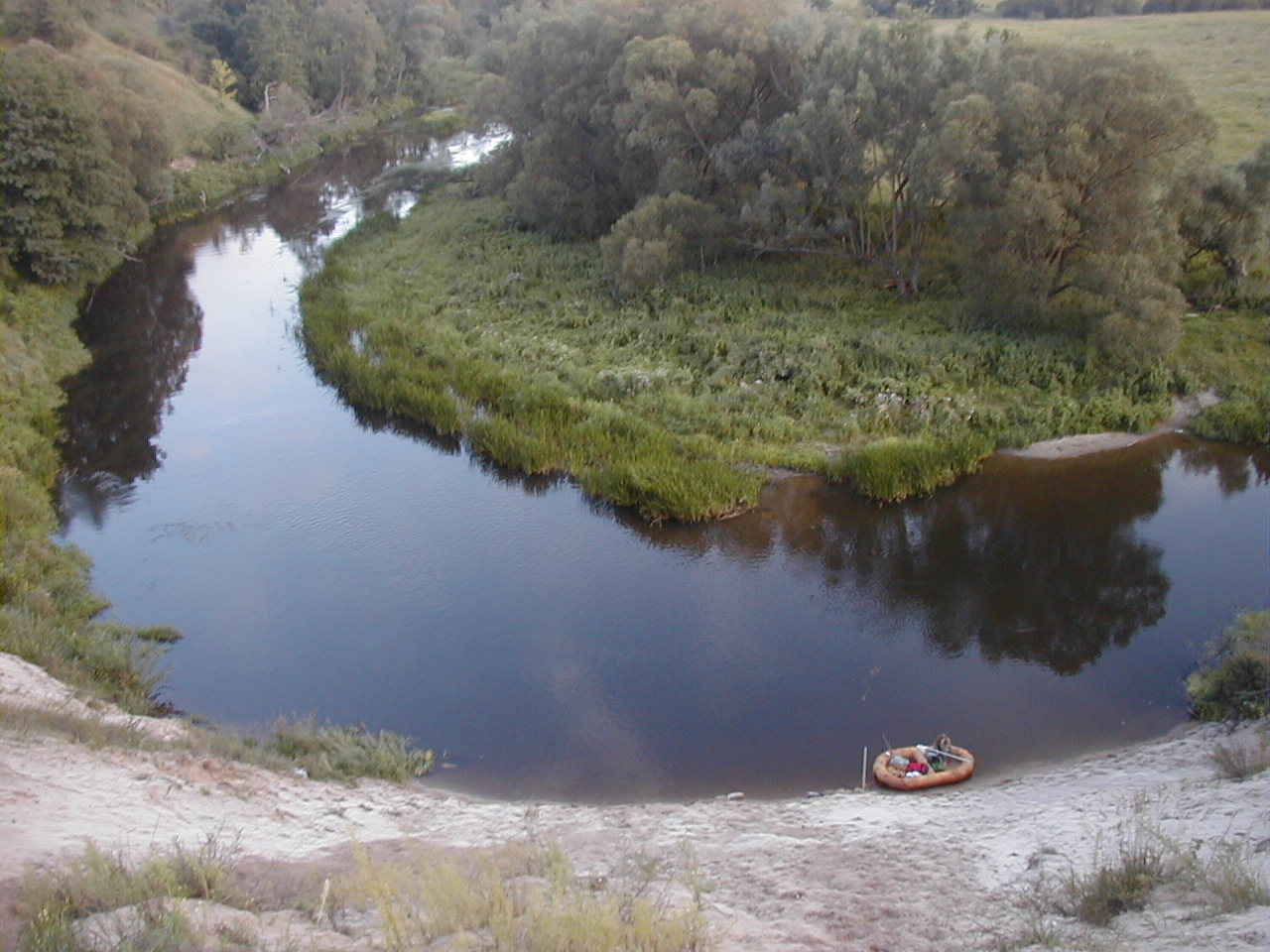

안그라파강(러시아어: Анграпа, 폴란드어: Węgorapa 벵고라파강[*], 독일어: Angerapp 앙게라프강[*])은 러시아의 칼리닌그라드주와 폴란드 북동부를 흐르는 강이다. 프레골랴강으로 흘러 들어간다.
유역의 길이는 172 km이고, 면적은 3,639 km2이다. 러시아어로는 ‘안그라파’, 독일어의 옛날 이름으로는 ‘앙게라프’(고대프러시아어의 ‘anguris(뱀장어)’와 ‘apis(강)’에서 유래됨)로 원 뜻은 ‘뱀장어강’이다. 오조르스크가 안그라파강에 면해 있는 도시이다.